# 黒埼町

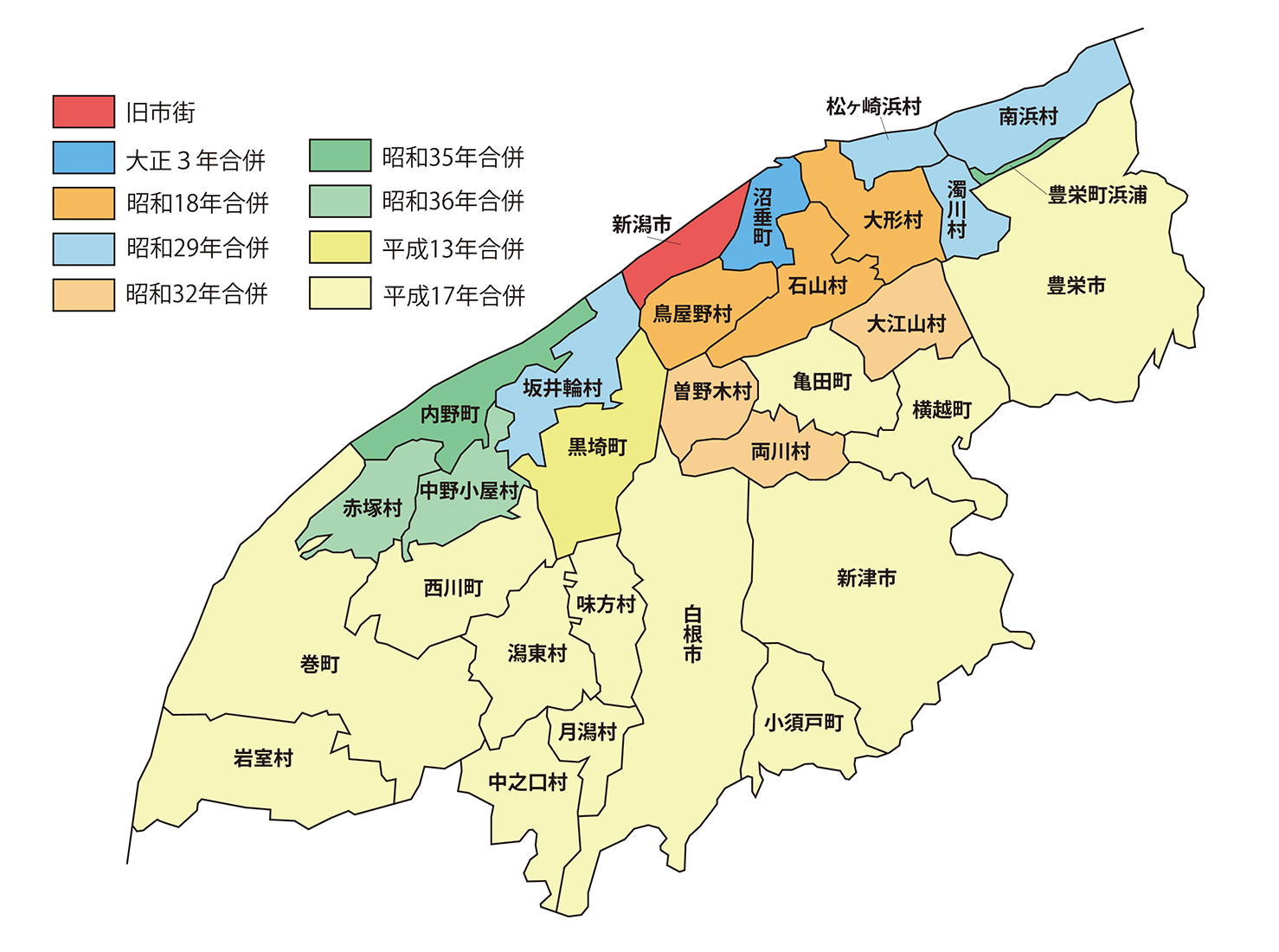
新潟市の合併市町村

黒埼町（くろさきまち）は、新潟県の北西に存在した町。2001年1月1日の新潟市への編入合併によって消滅し、現在は新潟市西区の一部となっている。
以下の記述は合併直前当時の旧黒埼町に関しての記述であり、現在では名称等が異なる場合がある。なお、ここに記述されていない内容に関しては西区 (新潟市)#黒埼地区などの記事を参照。
新潟市への通勤率は46.1%（平成12年国勢調査）。

## 概要
くろさき茶豆の産地として知られる。中心となる大野町は中ノ口川の舟運を活かした在郷町として発展した。

### 町名の由来
古くはこの地方を「クロサキゴウ」と呼んでいたことに由来する。「サキ」については、内水面の岬ということから「埼」の字を用いる。

## 地理
新潟県の北西部、信濃川とその支流である中ノ口川の西に位置する。北半分は新潟市に深く食い込むような形で隣接しており、経済的にも新潟市との一体感が強い。

### 隣接していた自治体
- 新潟市、白根市、味方村、潟東村、西川町

## 歴史
一帯は黒鳥兵衛伝説で知られ、ゆかりの地名も多い。
- 1888年（明治21年） - 町村制施行にともなう合併により、黒鳥村、鳥原村、金巻村、木場村、板井村の5村が成立。

| 黒鳥村 | 黒鳥村、北場村                             |
| 鳥原村 | 鳥原村、鳥原新田、小平方分、寺地村、立仏村 |
| 木場村 | 木場村、木場村受、大潟田潟植出場の内字大潟 |

※金巻村、板井村は合併せず独立。
- 1901年（明治34年）11月1日 - 黒鳥村、鳥原村、金巻村、木場村、板井村の5村が合併し、黒埼村になる。
- 1948年（昭和23年）7月1日 - 中蒲原郡曽野木村の合子ケ作（ごうしがさく）（現在の山田）と楚川新田（現在の善久）の一部を編入。
- 1973年（昭和48年）2月1日 - 町制施行し黒埼町となる。
- 1987年（昭和62年） - 町議会選挙で当選したばかりの町議26人のうちの過半数の14人が県議選にからむ公職選挙法違反（被買収）の疑いで逮捕され、町議会が開会できない状況になった。捕まった14人は、改選前までは大型店進出をめぐっての青木太一郎町長のリベート疑惑を、百条委員会を設けて追求していた立場だった[4][5]。
- 2001年（平成13年）1月1日 - 新潟市と合併。日本において、21世紀最初に行われた市町村合併であった。

## 行政
- 初代町長：清水善夫（1973年（昭和48年）2月1日（町制施行） - 2月12日（任期満了））
- 2代目町長：森清太郎（1973年（昭和48年）2月13日 - 1977年（昭和52年）2月12日（任期満了））
- 3代目町長：浅妻茂一郎（1977年（昭和52年）2月13日 - 1981年（昭和56年）2月12日（任期満了））
- 4代目町長：浅妻茂一郎（1981年（昭和56年）2月13日 - 1985年（昭和60年）2月12日（任期満了））
- 5代目町長：青木太一郎（1985年（昭和60年）2月13日 - 1989年（平成元年）2月12日（任期満了））
- 6代目町長：浅妻茂一郎（1989年（平成元年）2月13日 - 1993年（平成5年）2月12日（任期満了））
- 7代目町長：浅妻茂一郎（1993年（平成5年）2月13日 - 1997年（平成9年）2月12日（任期満了））
- 8代目町長：河内直史（1997年（平成9年）2月13日 - 2000年（平成12年）12月31日（新潟市への合併））

## 経済

### 産業

#### 農業
- くろさき茶豆　枝豆の銘柄品として名高い。特に小平方地区、黒鳥地区のものが良いとされる。

#### 工業
- 砂時計　生産高は全国有数。

## 交通

### 鉄道
上越新幹線が町内を通るが、駅は設置されていない。
1999年（平成11年）までは新潟交通電車線が町内を通っており、以下の駅が設置されていた。
板井駅 - 木場駅 - 新大野駅 - 黒埼中学前駅 - 越後大野駅 - 焼鮒駅 - ときめき駅 - 寺地駅

### バス
W7 大野白根線
W8 味方線

### 道路
高速道路
北陸自動車道
黒埼パーキングエリア/黒埼スマートインターチェンジ - 鳥原バスストップ - 新潟西インターチェンジ
新潟西バイパス
新潟西インターチェンジ - 黒埼インターチェンジ
一般国道
国道8号・国道17号（新潟バイパス・大野改良）
国道116号・国道289号（新潟西バイパス）
県道
新潟県道2号新潟寺泊線
新潟県道42号新潟黒埼インター線
新潟県道44号新潟燕線
新潟県道46号新潟中央環状線
新潟県道51号新潟黒埼インター笹口線（2008年3月まで。現在は黒埼地区を経由していない）
新潟県道141号白根黒埼線
新潟県道325号黒埼新飯田線

## 名所・旧跡・観光スポット・祭事・催事
- 道の駅新潟ふるさと村
- 緒立温泉
- 焼鮒　越後七不思議の1つ。